# Телегма/Рас-ель-Айун – Сетіф – Бені-Мансур
Телегма/Рас-ель-Айун – Сетіф – Бені-Мансур – трубопровідна система, яка забезпечує подачу блакитного палива до кількох алжирських вілаєтів.
В 1974 році спорудили газопровід від Телегми повз Сетіф та Бордж-Бу-Аррерідж до Бені-Мансуру, що має довжину 203 км при діаметрі 300 мм. Надходження ресурсу до нього було можливе із газотранспортного коридору Хассі-Р'Мель – Скікда, що проходить через Телегму, а з 1992-го також із газопроводу Буїра – Беджая, траса якого пройшла через Бені-Мансур.  
У 2004-му до Сетіфу вивели ще один газопровід, який починається на трасі того ж коридору Хассі-Р'Мель – Скікда, проте південніше від Баріки в районі Рас-ель-Айун.  Він має довжину 69 км при діаметрі 500 мм.
Нарешті, в 2014-му в район Сетіфу вивели ще одне відгалуження від Хассі-Р'Мель – Скікда, поява якого була викликана будівництвом ТЕС Айн-Арнет. Ця лінія має довжину 104 км при діаметрі 700 мм.